# Comuna Novozlatopil, Huleaipole
Novozlatopil (în ucraineană Новозлатопіль) este o comună în raionul Huleaipole, regiunea Zaporijjea, Ucraina, formată din satele Novoukraiinske, Novozlatopil (reședința), Stepove și Vîșneve.

## Demografie
Componența lingvistică a comunei Novozlatopil
     Ucraineană (91,25%)
     Rusă (8,75%)
Conform recensământului din 2001, majoritatea populației comunei Novozlatopil era vorbitoare de ucraineană (91,25%), existând în minoritate și vorbitori de rusă (8,75%).